# Maria Panínguak Kjærulff
Maria Panínguaq Kjærulff (født 1980) er en grønlandsk billedkunstner. Hun er bachelor of Fine Arts i 2005 fra Nova Scotia College of Art and Design, Halifax, Canada og fra the Cooper Union School i New York. Hunn har været Artist in residence på ISCPhttps://iscp-nyc.org/ , New York 2009. Maria Panínguaq Kjærulff er maler, og hendes formsprog er ekspressivt. Hun har også tegnet frimærker og arbejdet med scenografi.

## Udvalgte udstillinger
- 2007 Det Nationalhistoriske Museum Frederiksborg Slot, Hillerød (gruppe/vandreudstilling i Norden)
- 2008 Nuuk Kunstmuseum, Nuuk
- 2010-11 SILA, Kimik, vandreudstilling (gruppeudstilling)
- 2016 Aasiaat Museum, Aasiaat